# Gilles Joye
Gilles Joye (1424/1425-1483) là nhà soạn nhạc người Bỉ. Ông là nhà soạn nhạc sống vào thời kỳ âm nhạc Phục hưng. Ông là thành viên của Trường phái Những người Hà Lan và Trường phái Burgundy. Ông được biết đến bởi những tác phẩm mang tính chất thế tục với phong cách có giai điệu và đẹp đẽ.

## Cuộc đời
Gilles Joye có thể đến từ Kortrijk, nơi Oliver Joye, người có thể là cha ông, đến đó vào năm 1420. Gilles Joye đã được tiếp cận một nền giáo dục âm nhạc xuất sắc. Nơi ông được tiếp nhận nên giáo dục như thế có thể là Kortrijk hoặc Bruges, nơi Joye trở thành một ca sĩ vào năm 1449. Các tài liệu từ thư viện lưu trữ của nhà thờ lớn nơi ông làm việc đã cho thấy rằng ông có một vài rắc rối: cãi nhau ầm ĩ ở đường phố, hay lui tới các nhà chứa, bị từ chối trong các sự kiện âm nhạc thế tục và hay qua lại với một gái điếm nổi tiếng trong thị trấn (cô ta tên là "Rosebelle"). Mặc cho những hành động như vậy, Gilles Joye vẫn là một vị mục sư và trở thành một giáo sĩ ở Cleves vào năm 1453 và Saint Donatian vào năm 1459.
Trong khoảng thời gian từ năm 1454 đến năm 1459, không có ghi nhận gì về những hành động mà Joye làm ở Vùng đất Thấp. Nếu ta dựa vào một sáng tác tác phẩm ballata Ý của ông dựa trên một bài thơ ở Florence, ta có thể cho rằng Joye đã dành một chút thời gian để đến nước Ý, cũng giống như nhiều nhà soạn nhạc thuộc Trường phái Những người Hà Lan khác cùng và sau thế hệ ông. Vào năm 1459, ông trở về Saint Donatian ở Bruges.
Vào năm 1462, Gllles Joye trở thành một ca sĩ của một cung điện phong cách Burgundy. Ông làm việc ở đó cho đến năm 1471. Mặc dù vậy, đã có lúc ông dừng thực hiện công việc đó. Đó là vào năm 1468. Trong các năm 1465-1473, ông làm hiệu trưởng ở Delft. Sau năm 1471, có thể ông đã trở về Saint Donatian. Gllles Joye qua đời ở Bruges và được chôn cất tại nhà thờ của Saint Donatian.

## Phong cáchâm nhạc
Tất cả các tác phẩm của Gilles Joye đều có tính chất là đầy âm điệu và mang tính thế tục và tất cả các tác phẩm này chỉ dành cho ba giọng ca nào đó. 4 tác phẩm trong số này là các bản rondeaux, 1 tác phẩm khác là bản ballata Ý. Còn về những bài hát của Joye, chúng mang phong cách thế tục của Trường phái Burgundy: có tính chất giai điệu, lời ca và mang sự trong sáng. Tuy nhiên, một tác phẩm khác của Joye, Ce qu'on fait, lại thực sự tục tĩu. Không có tác phẩm âm nhạc thần thánh nào được xác định là được viết bởi Joye.

## Tác phẩm
- Ce qu'on fait a catimini (Bản rondeau Pháp)
- Mercy mon dueil je ne supplied (Bản rondeau Pháp)
- Non pas que je veuille penser (Bản rondeau Pháp)
- Textless rondeau
- Poy ché crudel Fortuna et rio Distino (Bản ballata Ý)

## Tôn vinh
Gilles Joye là một trong những nhà soạn nhạc được đề cập đến trong bài thơ nổi tiếng của Guillaume Crétin mang tên Déploration sur le trépas de Jean Ockeghem, tác phẩm được viết để tưởng nhớ Johannes Ockeghem. Trong tác phẩm này, Joye được nhắc đến như là một trong những vị thiên thần chào đón Ockeghem ở thiên đường. Không chỉ có Joye, bài thơ của Crétin còn đề cập đến những người nổi tiếng nhất cuối thế kỷ XV. 

## Chân dung
Một bức chân dung của Joye vẫn tồn tại đến bây giờ. Có thể nó được vẽ bởi Hans Memling vào năm 1472. Hiện nó được lưu giữ tại Bảo tàng Nghệ thuật Sterling và Francine Clark tại Williamstown, Massachusetts, Mỹ.